# أبو إسحق البطروجي
أَبُو إِسْحَقْ نُورْ اَلدِّينْ اَلْبَطْرُوجِي اَلْإِشْبِيلِيَّ المعروف في الغرب باسم Alpetragius فلكي وفيلسوف مغربي عاش في العصر الذهبي للإسلام، ولد بالمغرب، استقر في إشبيلية في الأندلس كان من تابعي ابن طفيل وكان من معاصري ابن رشد. تم تسمية فوهة ألبتراجيوس البركانية على سطح القمر على اسمه.
أبو إسحق نور الدين البطروجي الإشبيلي (المعروف في الغرب بالاسم اللاتيني البترجيوس) (توفي سنة 1204) كان فلكياً إسبانياً عربياً  وقاضياً في الأندلس.  كان البطروجي أول عالم فلكي يقدم نظاماً فلكياً غير بطلمي كبديل لنماذج بطليموس مع الكواكب التي تحملها كرات مركزية الأرض. الجانب الآخر الأصلي من نظامه هو أنه اقترح سبباً للحركات السماوية.  انتشر نظامه البديل في معظم أنحاء أوروبا خلال القرن الثالث عشر.
سُميت فوهة البترجيوس على القمر باسمه.

## حياته
لا يُعرف شيء عن حياته تقريباً إلا أن اسمه ربما يكون مستمدًا من لوس بيدروش (البيروش) وهي منطقة قريبة من قرطبة.  كان تلميذا لابن طفيل (أبو بكر) وكان معاصراً لابن رشد.

## أهم أعماله
من أهم مؤلفاته كتاب الهيئة، تم ترجمته من اللغة العربية إلى اللغة العبرية ومن ثم إلى اللغة اللاتينية حيث تم طباعة هذه النسخة في فيينا في سنة 1531.
قام بتطوير نظرية عن حركة الكواكب. وللبطروجي فضل في إنشاء نظرية فلكية طورها في مؤلفه «كتاب الهيئة»، أحيا بها نظرية أودكسْ Eudoxus في الأفلاك المشتركة المركز، ولكن في صورة معدّلة على نحو بعيد. ويعتقد الكثير من الباحثين أنه كان لتصورات البطروجي هذه الفضل في زعزعة تعاليم بطلميوس، مسهماً في ذلك في وضعها موضع الشك، فمهد الطريق بذلك أمام كوبرنيكوس وقد كان معاصروه يعدون آراءه تجديداً إيجابياً مهماً، بل إنهم كانوا، آنذاك، يتحدثون عن علم الفلكالجديد. البطروجي هو أول من أشار لحركة الكواكب السيارة بأنها إهليجية وليس كما وصفها بطليموس في كتابه المجسطي.
ترجم كتاب «الهيئة» للبطروجي إلى اللاتينية ميخائيل سكوت (بالإنجليزية: Michael Scouts)‏، وهو فلكي في بلاط القيصر فردريك الثاني امبراطور ألمانية وملك صقلية (1194 - 1250)، وذلك نحو عام 1217 للميلاد، كما ترجمه إلى العبرية موسى بن طبّون نحو عام 1529م، وترجم هذه الترجمة العبرية إلى اللاتينية قالونيموس بن دافيد، وطبعت هذه الترجمة الأخيرة في مدينة البندقية عام 1531م.

## نظام الكواكب

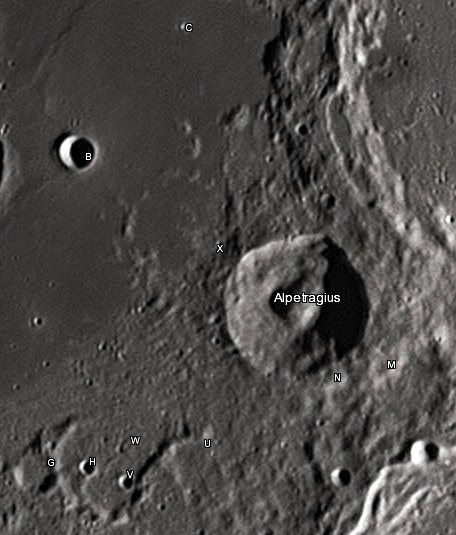
فوهة البطروجي القمرية، سُميت تيمُنًا به.

اقترح البطروجي نظرية حول حركة الكواكب حاول فيها تجنب أفلاك التدوير والجسيمات اللامتراكزة  ومراعاة الظواهر الخاصة بالنجوم الجوالة وذلك عن طريق مضاعفة دوران المجرات متحدة المركز. كان هذا تعديلاً لنظام الحركة الكوكبية الذي اقترحه أسلافه ابن باجة (أفيمبس) وابن طفيل (أبو بكر). لم ينجح في استبدال نموذج بطليموس الكوكبي إذ كانت التنبؤات العددية لمواقع الكواكب في تكوينه أقل دقة من تلك الموجودة في نموذج بطليموس  وذلك بسبب صعوبة تعيين نموذج بطليموس لأفلاك التدوير على جسيمات أرسطو اللامتراكزة.
اقترح على أساس الترجمات اللاتينية أن نظامه هو تحديث وإعادة صياغة لنظام إيودوكسوس من كنيدوس مع حركة النجوم الثابتة التي طورها إبراهيم بن يحيى الزرقالي. مع ذلك فإنه من غير المعروف ما إذا كان علماء الكون الأندلسيون قد تمكنوا من الوصول إلى أعمال إيودوكسوس أو معرفتها.
أحد الجوانب الأصلية لنظام البطروجي هو اقتراحه لوجود سبب مادي للحركات السماوية. إنه يجمع ما بين فكرة "الزخم" (التي كانجون فيلوبونوس أول من اقترحها) ومفهوم الشوق "الرغبة لأبي البركات البغدادي لشرح كيفية انتقال الطاقة من المحرك الأول الذي تم وضعه في المجال التاسع إلى مجالات أخرى مفسراً بذلك السرعات والحركات المختلفة للمجالات الأخرى. يتناقض بذلك مع الفكرة الأرسطية التي مفادها بأنه هناك ديناميكيات معينة لكل عالم فيطبق بدلاً من ذلك ديناميكية واحدة على كل من العالمين السفلي والفضائي.
انتشر نظامه البديل في معظم أنحاء أوروبا خلال القرن الثالث عشر واستمرت المناقشات وتفنيد أفكاره حتى القرن السادس عشر.  استشهد كوبرنيكوس بنظامه في الكتاب في دورات الكواكب السماوية أثناء مناقشة نظريات ترتيب الكواكب السفلية.

## وفاته
توفي البطروجي سنة 600 هـ/ 1204م.